# Michiyo Taki
Michiyo Taki (瀧 通世 Taki Michiyo?) fue un futbolista japonés que se desempeñaba como delantero.
Taki fue elegido para integrar la selección nacional de Japón para los Juegos del Lejano Oriente de 1927. En 1927, Taki jugó para la selección de fútbol de Japón.

## Trayectoria

### Clubes
| Club                                 | País  | Año  |
| ------------------------------------ | ----- | ---- |
| Waseda University Senior High School | Japón | ???? |

### Selección nacional
| Selección | País  | Año  |
| --------- | ----- | ---- |
| Absoluta  | Japón | 1927 |

## Estadística de equipo nacional
| Selección de Japón | Selección de Japón | Selección de Japón |
| Año                | Part.              | Goles              |
| ------------------ | ------------------ | ------------------ |
| 1927               | 1                  | 0                  |
| Total              | 1                  | 0                  |